# Benzinera

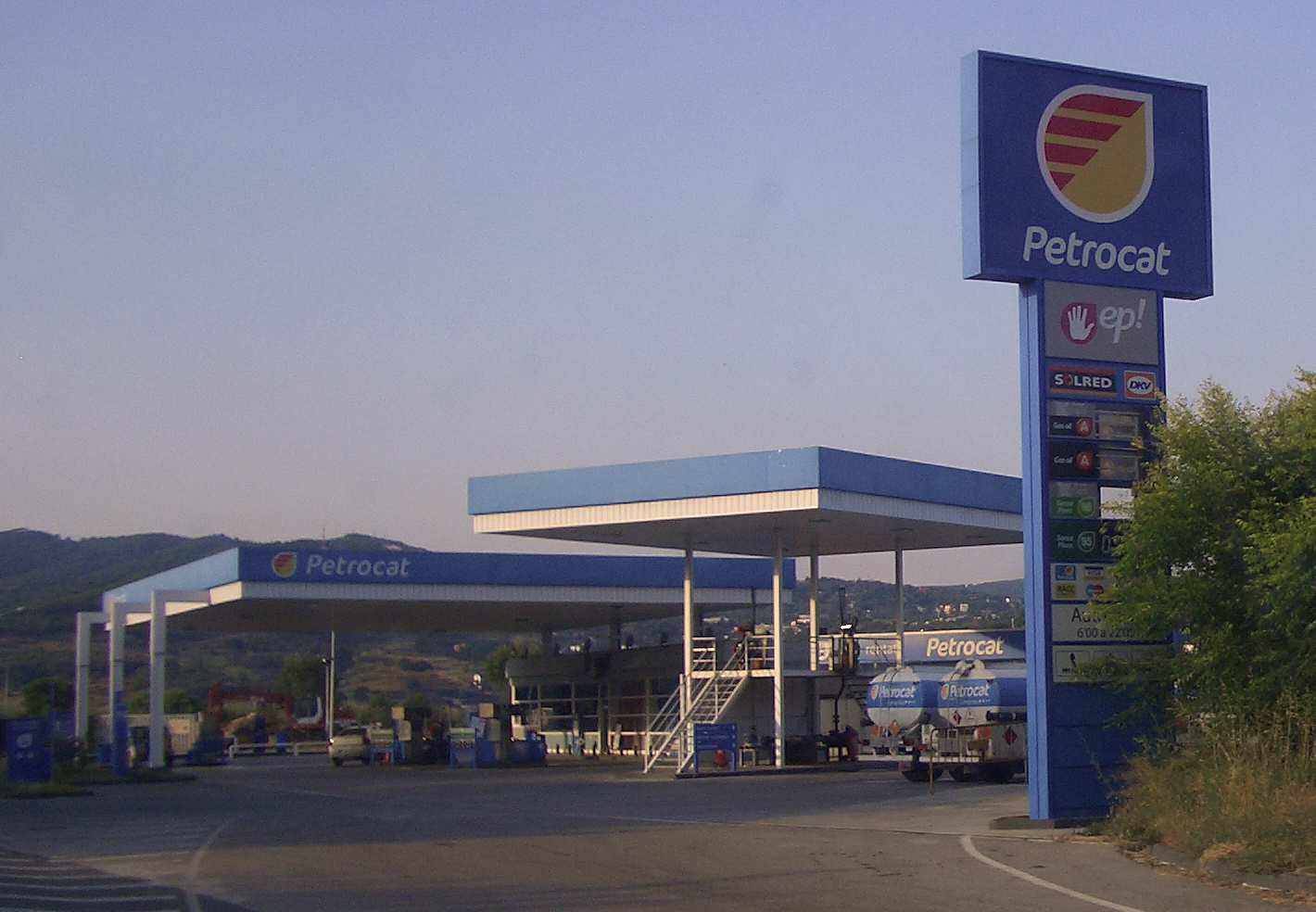
Una benzinera

Una benzinera o gasolinera és una estació a la qual hom pot comprar al detall carburant (benzina, fueloil, etc.) i introduir-lo al dipòsit de combustible d'un vehicle. De vegades s'hi pot comprar altres coses o poden tenir altres serveis, com poder comprovar la pressió dels pneumàtics o lavabos per a les persones. Per motius de seguretat està prohibit encendre-hi cigarretes.
Aquest tipus de comerç és un exemple de competència monopolista, ja que solen tenir sempre els mateixos clients. També, malgrat que en teoria es poden establir lliurement, a la pràctica solen associar-se amb les poques grans empreses distribuïdores que hi ha, amb contractes d'exclusivitat.
Hi ha dos tipus de benzineres, les abanderades i les independents, que encara que en principi poden comprar a qualsevol petroliera ho solen fer bé a les dues grans empreses multinacionals Tamoil i Saras. Les benzineres abanderades poden ser directament gestionades per les petrolieres o per tercers, en aquest darrer cas pot tractar-se d'un gestor, de manera que la petroliera roman la propietària de la benzinera, encara que en subcontracti la gestió, o altrament pot tractar-se d'un abanderat o propietari de la benzinera, que firma un contracte al qual es compromet a comprar combustible únicament a una sola empresa petroliera mentre duri el contracte, que pot durar fins a cinc anys.
De 1977 fins a 1980 diferents vagues de benzineres van paralitzar Mallorca.